# Carl Credner

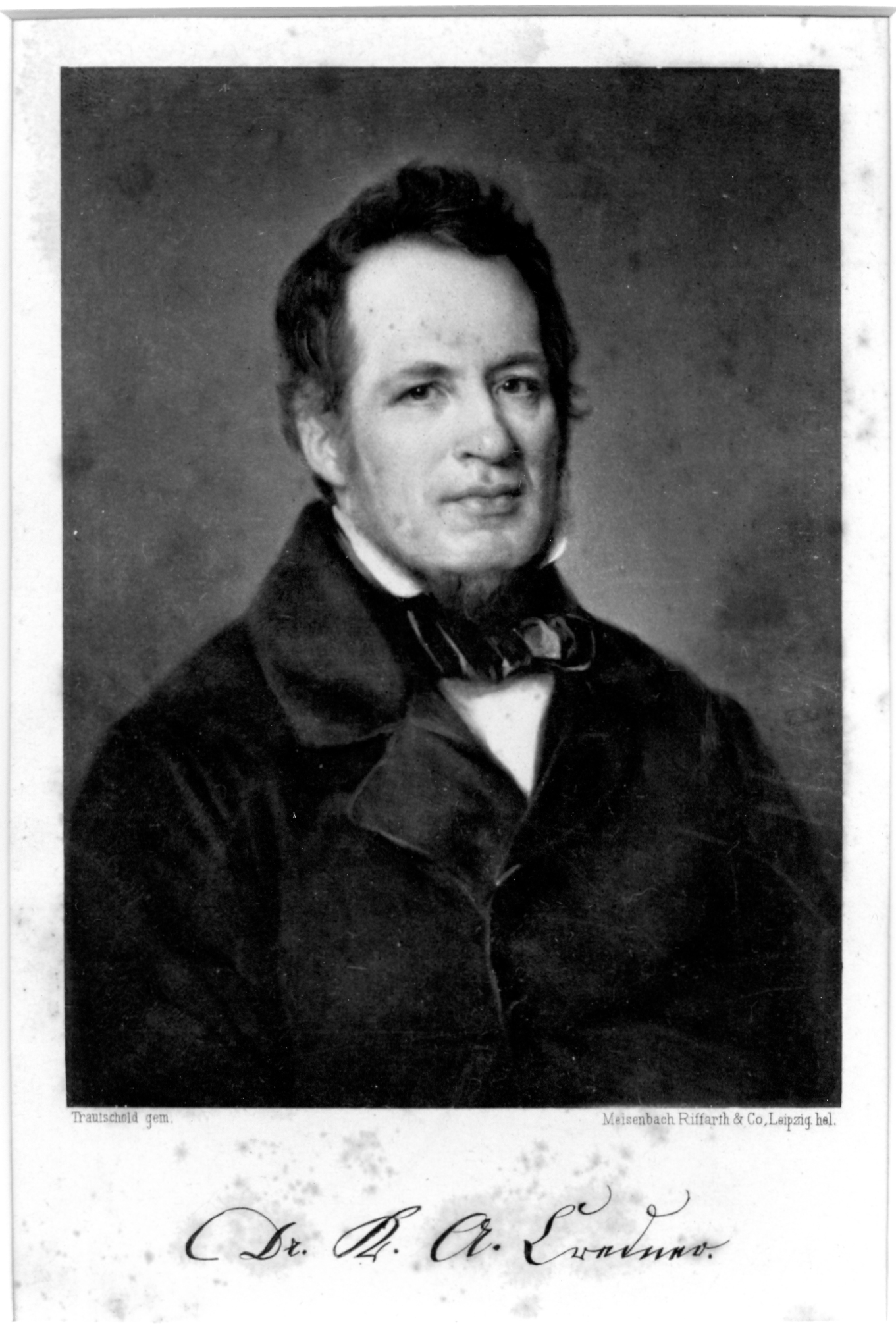
Carl Credner.

Carl August Credner, född den 10 januari 1797 i Waltershausen vid Gotha, död den 16 juli 1857 i Giessen, var en tysk, protestantisk teolog.
Credner började sin akademiska karriär 1828 som privatdocent i Jena och verkade från 1832 till sin död som ordinarie professor vid universitetet i Giessen. 
Hans undersökningar om nytestamentliga inledningsfrågor (Beiträge zur Einleitung, I-II, 1832-38, Einleitung ins N. T. I, 1836, samt den efter hans död av Gustav Volkmar utgivna Geschichte des neutestamentlichen Kanons, 1860) var av förblivande betydelse. 
På grund av sin bibelkritik och kravet om forskningens frihet hade han en konflikt med den romersk-katolske universitetskanslern, och det hessiska prästerskapet uppträdde också emot honom; under denna strid utgav han en rad polemiska skrifter.